# Яроцин (гмина, Нижаньский повет)
Яроцин (пол. Jarocin) — сельская гмина (волость) в Польше, входит как административная единица в Нисковский повет, Подкарпатское воеводство. Население — 5510 человек (на 2005 год).

## Демография
Данные по переписи 2004 года:
| Перепись                       | Всего   | Всего | Женщины | Женщины | Мужчины | Мужчины |
| ------------------------------ | ------- | ----- | ------- | ------- | ------- | ------- |
| Единицы                        | человек | %     | человек | %       | человек | %       |
| Население                      | 5361    | 100   | 2677    | 49,9    | 2684    | 50,1    |
| Плотность населения (чел./км²) | 59,3    | 59,3  | 29,6    | 29,6    | 29,7    | 29,7    |

## Сельские округа
1. Домостава
2. Гольце
3. Яроцин
4. Каты
5. Кутылы
6. Майдан-Гольчаньски
7. Мостки
8. Шиперки
9. Шведы
10. Зьдзяры

## Соседние гмины
1. Гмина Харасюки
2. Гмина Янув-Любельски
3. Гмина Пышница
4. Гмина Улянув